# Landtagswahl in Mecklenburg 1946
- SED: 45
- VdgB: 3
- LDP: 11
- CDU: 31

Die Landtagswahl in Mecklenburg am 20. Oktober 1946 war die einzige Landtagswahl auf dem Gebiet des heutigen Mecklenburg-Vorpommerns bis 1990, die den Anschein hatte, frei, allgemein und geheim – also demokratisch zu sein.
Die SED verfehlte knapp die absolute Mehrheit um einen Sitz.

## Detailergebnis
Das amtliche Wahlergebnis lautete wie folgt:
- Wahlberechtigte: 1.308.727
- Wähler: 1.178.211	 (Wahlbeteiligung: 90,0 %)
- Ungültige Stimmen: 64.463

| Partei | Stimmen | Anteil in % | Sitze |
| ------ | ------- | ----------- | ----- |
| SED    | 551.594 | 49,5        | 45    |
| CDU    | 379.829 | 34,1        | 31    |
| LDP    | 138.662 | 12,5        | 11    |
| VdgB   | 43.663  | 3,9         | 3     |

## Folgen
Nach der Wahl wurde eine Allparteienregierung unter Wilhelm Höcker, SED, gebildet.